# Tiantong si
Tiantong si (Klasztor Niebiańskiego Dziecka, chiń. 天童寺) – chiński klasztor buddyjski szkoły chan, położony w prowincji Zhejiang, zwany "Świętą Ziemią Buddy w południowo-wschodnich Chinach". Należał zawsze do wzorowych klasztorów w Chinach.

## Historia klasztoru
Klasztor został wybudowany w okresie dynastii Jin pomiędzy 265 a 316 rokiem; przyjmuje się, że było to około 300 roku. Stawia go to w rzędzie najstarszych klasztorów Chin. Według legendy zachwycony pięknem doliny mnich Yixing postanowił wybudować w niej świątynię. Był tak pracowity, że Bóg Niebios poruszony tym, posłał Boga Taibai pod postacią dziecka do towarzyszenia Yixingowi i stąd wzięła się nazwa klasztoru.
Jest to jeden z najważniejszych klasztorów chan. Wybudowany jest w górach Taibai w prowincji Zhejiang, około 25 kilometrów na wschód od Ningbo. W pobliżu znajduje się słynny klasztor Ayuwang (Klasztor Aśoki).
Do dziś jest to bardzo duży kompleks liczący 730 pomieszczeń oraz ponad dwadzieścia budynków na zboczu góry. Kiedyś klasztor ten liczył 999 pomieszczeń. Tym samym jest to jedna z największych świątyń chińskich. Zajmuje powierzchnię 58000 m². Poza głównymi budynkami na stronie wschodniej i zachodniej znajdują się budynki Xixin, Galan, Yunshui i Jingguan. Głównym budynkiem jest Wielki Gmach. Inne budynki to m.in. budynek Buddyjskich Ceremonii, budynek Wczesnego Oświecenia, wieża Dzwonu. Wszystkie budynki są połączone korytarzami.
W klasztorze z biegiem czasu ukształtowała się tradycja podziału na budynek wschodni dla starszych, doświadczonych mnichów i budynek zachodni dla młodych mnichów. We wschodnim budynku praktykowano swobodnie, indywidualnie, zależnie od tego, na co mnichowi przyszła ochota. Obsługiwano ich tam, nie nadzorując. Zespół obsługujący składał się z "guantanga" (zarządcy budynku), służącego oraz nosiciela wody. W budynku zachodnim panowała ostra dyscyplina i wszystkie praktyki wykonywano kolektywnie.
Ponieważ klasztor ten należał do klasztorów publicznych, jego opatem mógł zostać tylko wybrany mnich w sposób nazywany "wyborem wartościowego" (chin. xuanxian). W XX wieku mnisi stworzyli system, który obowiązywał tylko w tym klasztorze i nazywany był "publicznym wyborem wartościowego" (chin. shifang xuanxian). Najpierw przeprowadzano szerokie konsultacje, do których włączani byli starsi mnisi z sąsiednich klasztorów, którzy byli kandydatami do tego stanowiska. Nie mogli być oni tonsurowymi uczniami odchodzącego opata, ani nie mogli otrzymać od niego przekazu Dharmy. Wszystko odbywało się publicznie.
W budynku Czterech Niebiańskich Bogów znajdują się ich posagi, każdy liczący 7.4 metra wysokości. Budynek Buddy i budynek Opata pochodzą z okresy dynastii Ming. Budynek Sutr jest używany do wygłaszania kazań ale znajduje się w nim także biblioteka. W budynku Arhatów jest 19 pomieszczeń, w 18 z nich znajduje się 18 posągów ważniejszych arhatów.
W klasztorze znajduje się wiele ważnych cesarskich stel (m.in. cesarzy Shunzhi, Kangxi i Yongzhenga z dynastii Qing), napisów, rzeźb kamiennych i relikwii. 
W końcowym okresie swojego życia opatem klasztoru został mistrz chan Basheng Qingjian (957-1014), tuż po tym jak klasztor stał się publicznym. Nieco wcześniej opatem był jego brat dharmiczny mistrz chan Tiantong Xin (bd). Obaj byli uczniami mistrza Guizonga Yirou (zm. 993).
W 1129 roku, opatem tego klasztoru został mistrz chan Hongzhi Zhengjue (1091–1157), który odbudował klasztor i znacznie go także rozbudował. Praktykowało w nim ponad 1000 mnichów, gdy zostawał jego opatem było ich zaledwie 200. W roku 1157 został wysłany do prowadzenia klasztoru Lingyin, jednak po miesiącu powrócił do Tiantong si, gdzie zmarł następnego dnia.
W 1224 (1225?) roku opatem klasztoru został mistrz chan Tiantong Rujing (1163–1228). Klasztor nosił wówczas nazwę Jingde. 
W XIII wieku opatem tego klasztoru był mistrz chan Zhiweng Deju, uczeń mistrza Donggu Miaoguanga (zm. 1253) i nauczyciel m.in. Dongminga Huiri (1272–1340), który w 1309 roku przybył do Japonii i został opatem Kenchō-ji w Kamakurze.
W XV w. nastąpił kryzys instytucji monastycznych w Chinach. Klasztory, nawet duże i należące do szkoły chan, przyjęły bardzo dziwny system instytucjonalny, polegający na tym, że duże klasztory zostały podzielone na kilka oddzielnych "domów" (chin. fang), który działały zupełnie niezależnie. Mnisi związani z danym "domem" byli nazywani "mnichami domu" (chin. fangseng), a mnich, który prowadził "dom" był nazywany "głową domu" (chin. fangtou). Około 1460 r. dotychczasowa struktura Tianning si uległa likwidacji i sprawy klasztoru zaczęło kontrolować pięć "domów". 
21 lipca 1587 roku wielka powódź spowodowała zniszczenie wszystkich budynków. Zimą tego samego roku opat klasztoru Yinhuai odbudował go częściowo.
W XVII w. klasztory znajdujące się we wschodniej części prowincji Zhejiang odegrały wiodącą rolę w odrodzeniu się buddyzmu chan.. Były to Ayuwang si, Tiantong si oraz Yunmen si. 
W 1631 roku opatem klasztoru został mistrz chan Miyun Yuanwu (1566–1642) i służył na tym stanowisku przez 11 lat. W latach 1635–1641 klasztor został całkowicie odbudowany i przebudowany według planów Miyuna. W klasztorze przebywało wówczas 1500 doskonale zorganizowanych mnichów. Miyun i jego spadkobiercy Dharmy kontrolowali klasztor będąc wyznaczani na stanowisko opata w latach od 1631 do 1724 roku. Pierwszym z nich był Muchen Daomin.
W 1647 roku opatem klasztoru został inny uczeń Miyuna - Feiyin Tongrong. 
Jest to obecnie także duże centrum pielgrzymkowe, zwłaszcza dla japońskich wyznawców szkoły sōtō. W tym klasztorze szukać należy początków tej szkoły zen. Do tego klasztoru przybył Dōgen i po "puszczeniu umysłu i ciała" otrzymał w 1227 roku przekaz Dharmy od Tiantonga Rujinga (天童如淨, 1163–1228), 13 opata tego klasztoru, który objął to stanowisko w 1225 roku.
W klasztorze w 1845 r. przebywało około 100 mnichów. W 1902 r. przebywało ich w kompleksie ponad 200. W 1920 r. było ich ponad 250. W 1930 r., gdy opatem był Yuanying, w klasztorze mieszkało ponad 300 mnichów. Po rozbudowie klasztoru przez Yuanyinga w 1932 r. przebywało w nim około 500 mnichów, a więc tylu, ile mieszkało w nim w XIII w., gdy przebywał w nim Dōgen.
Pomiędzy 1918 a 1922 r. odbudowano klasztorną pagodę Zhenmang.      
Na początku okresu republikańskiego w Chinach, klasztor przestał być klasztorem chan. Opat nie przyjął Dharmy ze szkoły linji. Nie było to jednak całkowite zerwanie z tradycją, gdyż w dalszym ciągu oddawano cześć przed tablicami dawnych opatów z tej szkoły chan. Ale klasztor od tej pory należał do wszystkich szkół buddyjskich. 
Wzgórza za klasztorem są pełne małych grot.
Klasztor należy do szkoły chan linji. Obecnie jest jednym ze 142 głównych klasztorów Chin.

## Adres klasztoru
- Tiantong si, Tiantong Village, Dongwu Town, Yinzhou District, Ningbo, Zhejiang, China
- 宁波市鄞州区东吴镇天童村境内

## Galeria

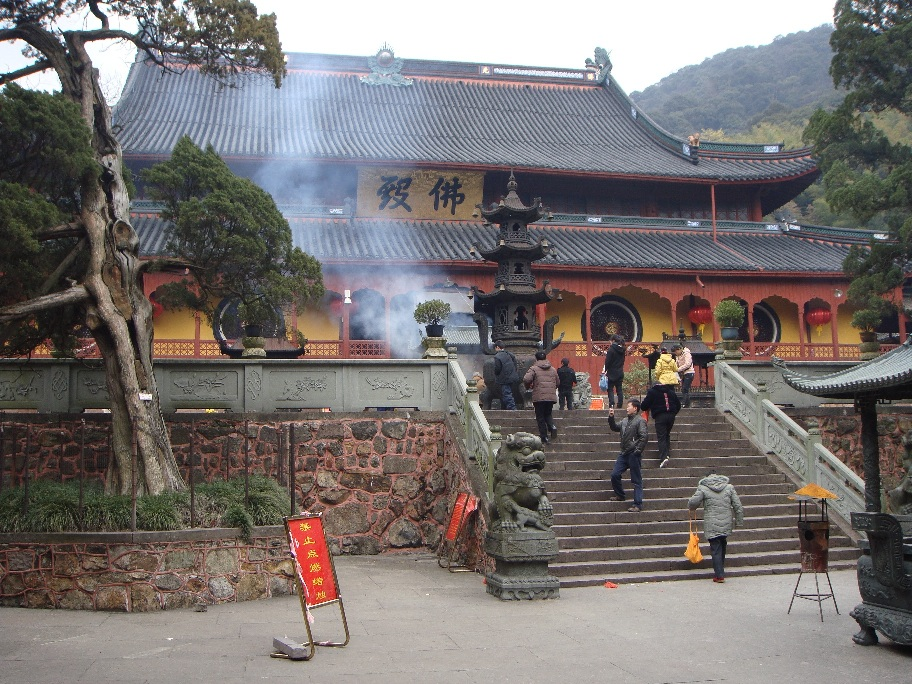
Gmach Buddy
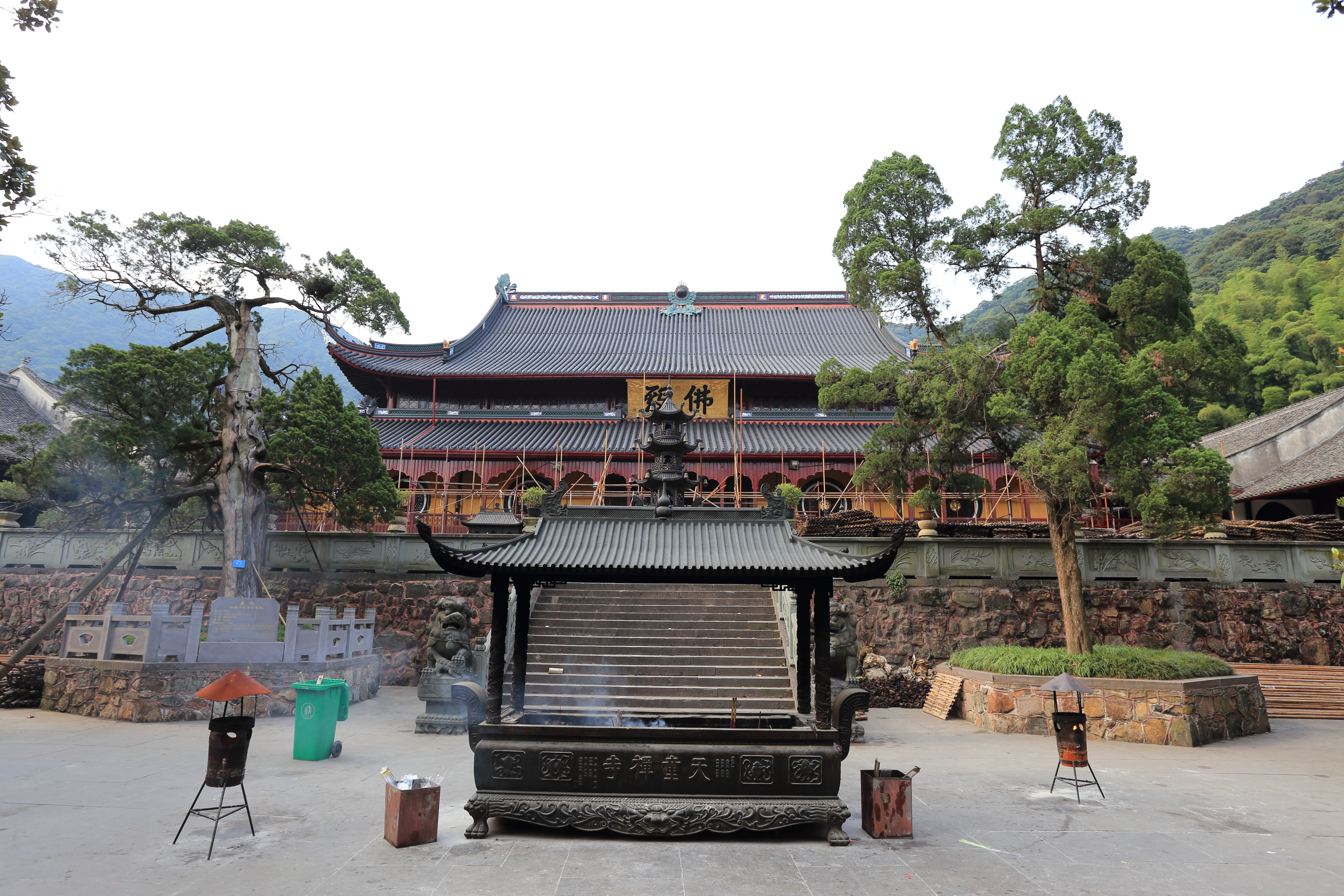
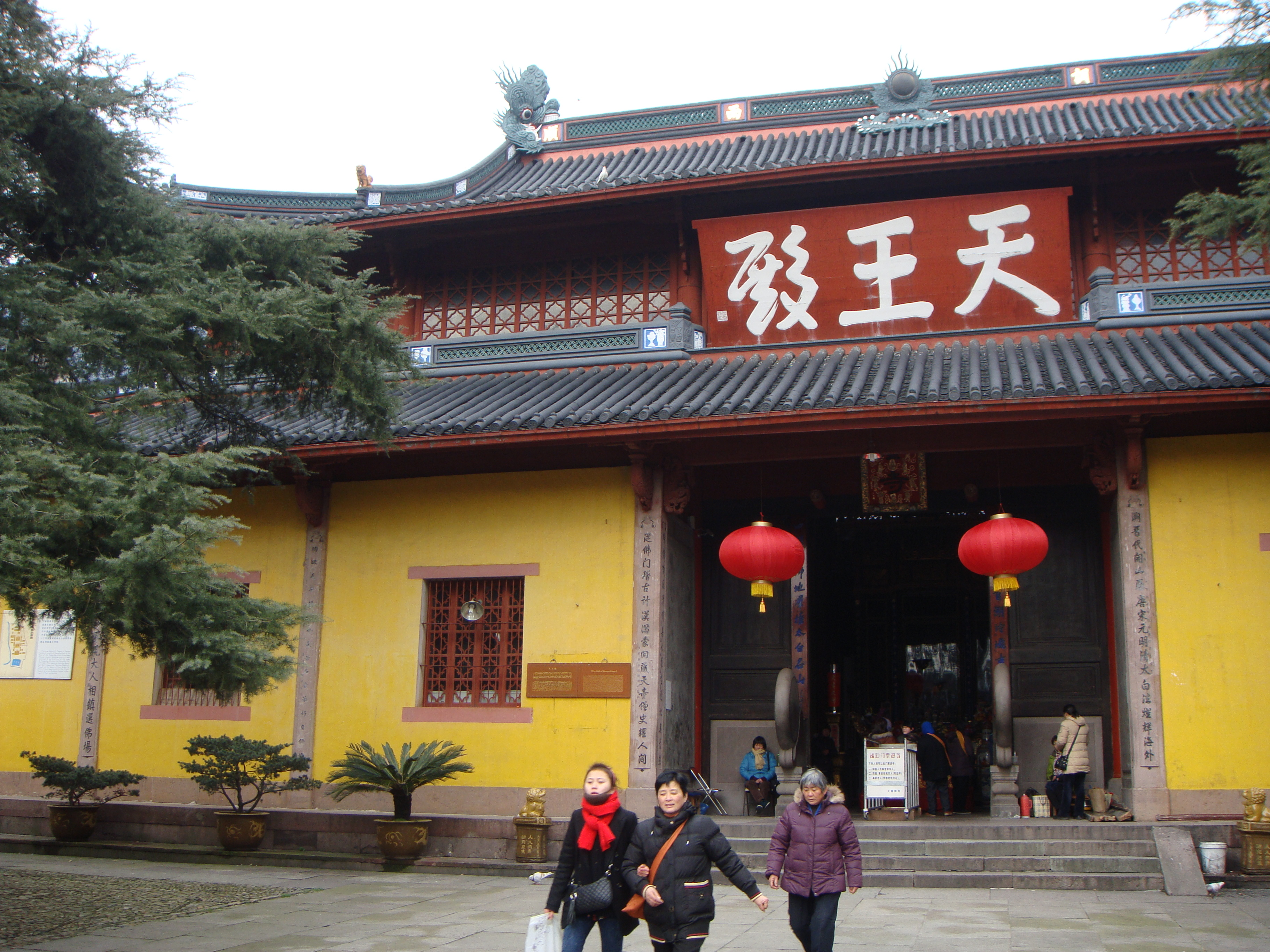
Budynek Tianwang
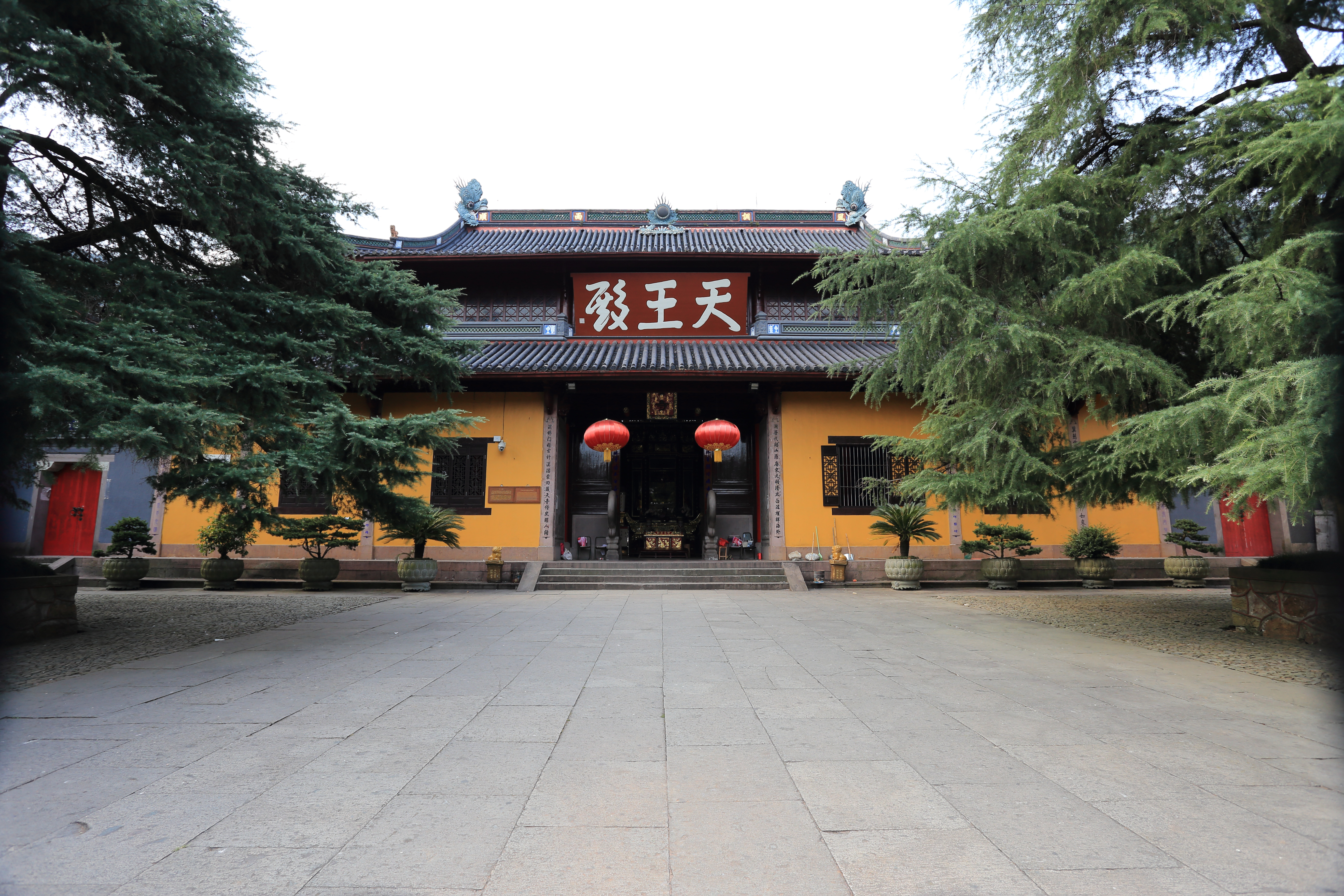
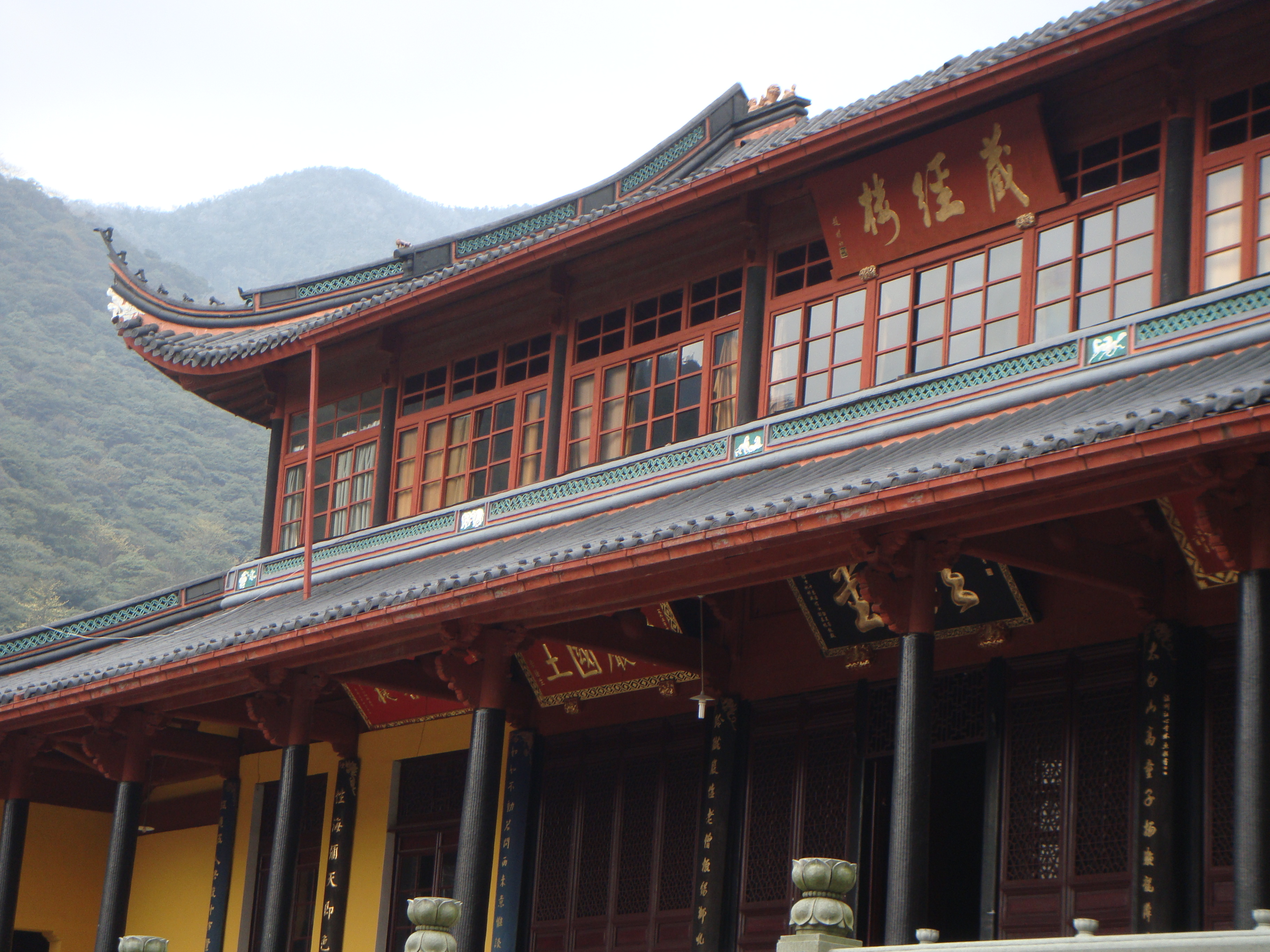
Biblioteka
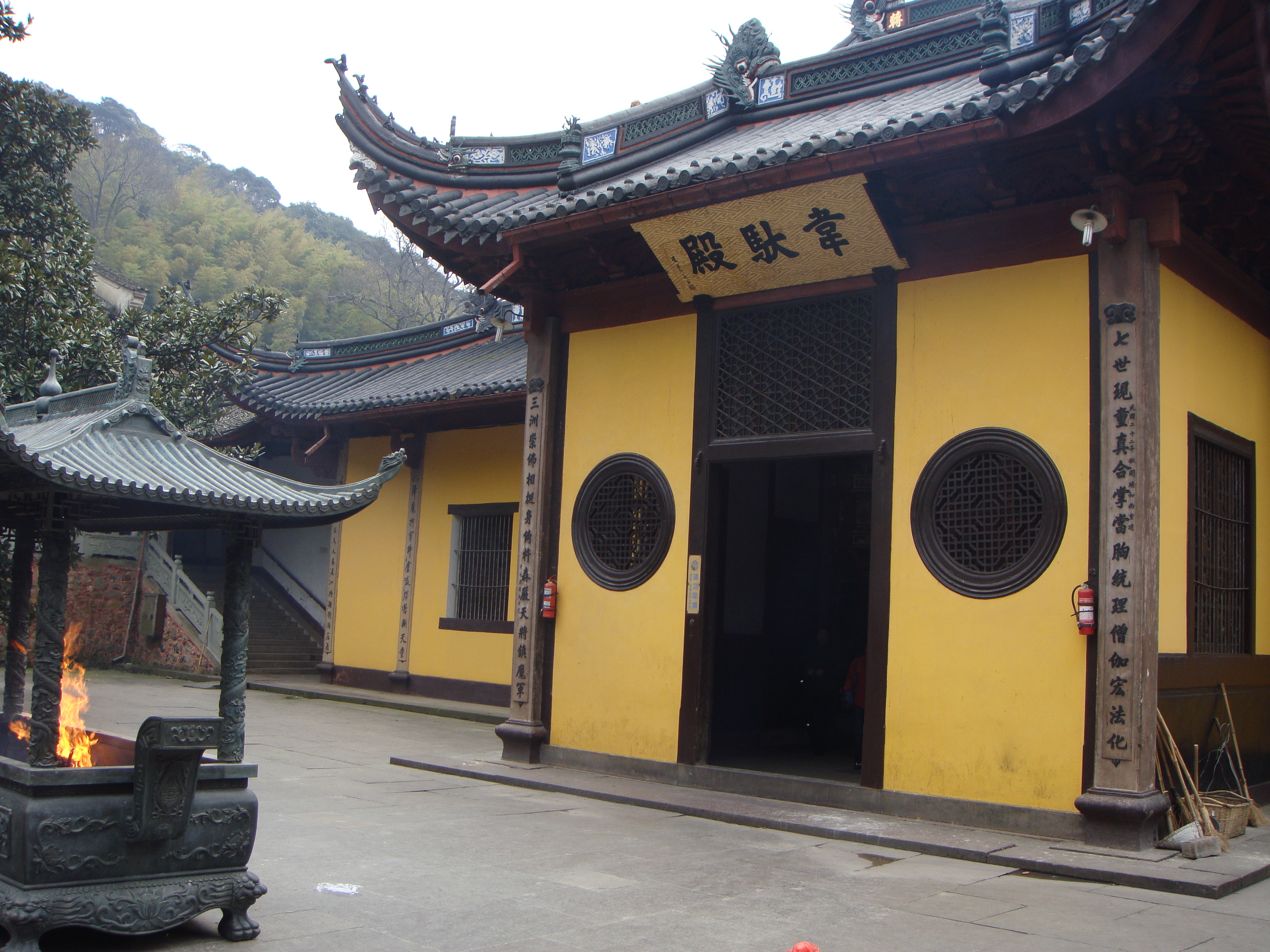
Budynek Weituo
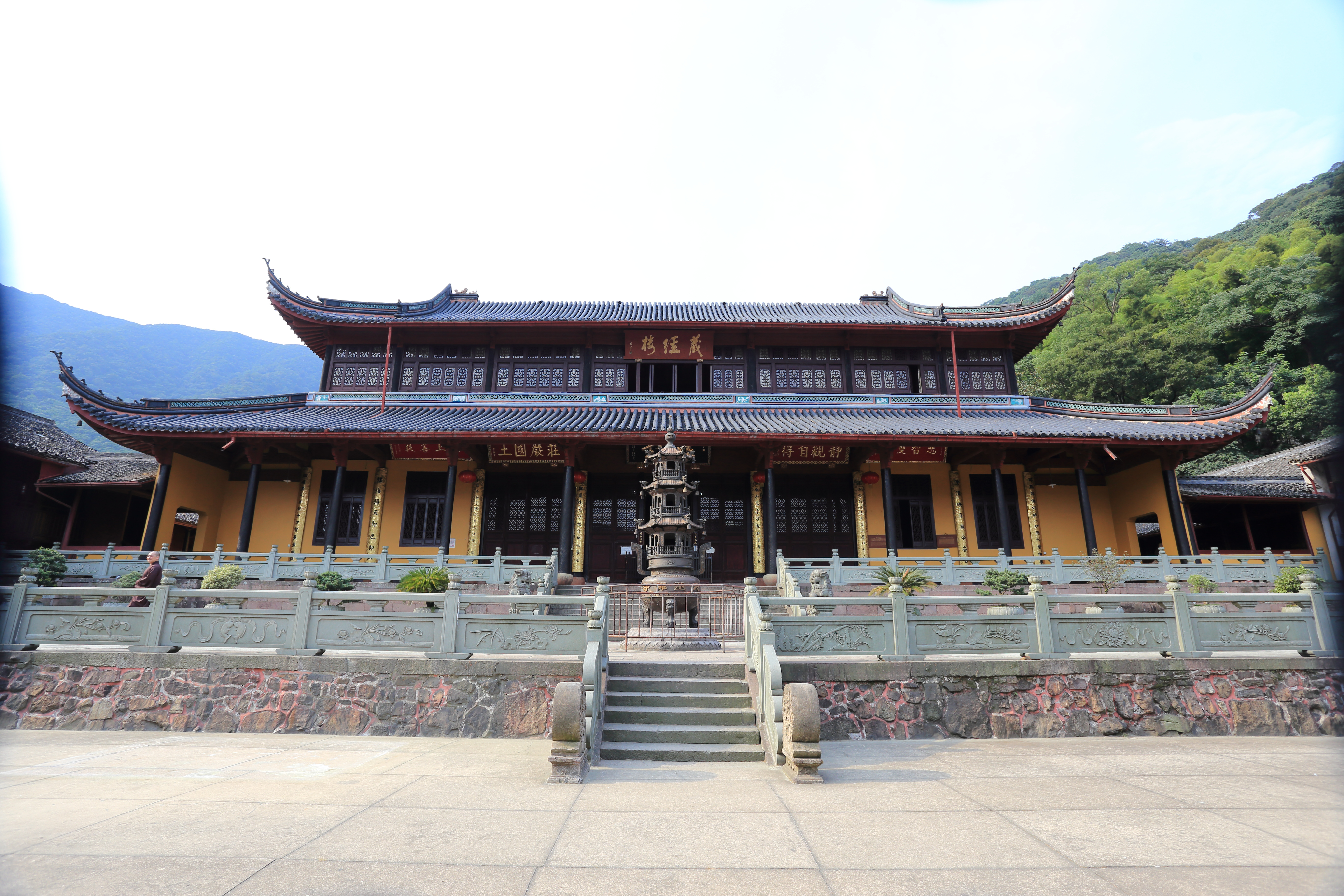
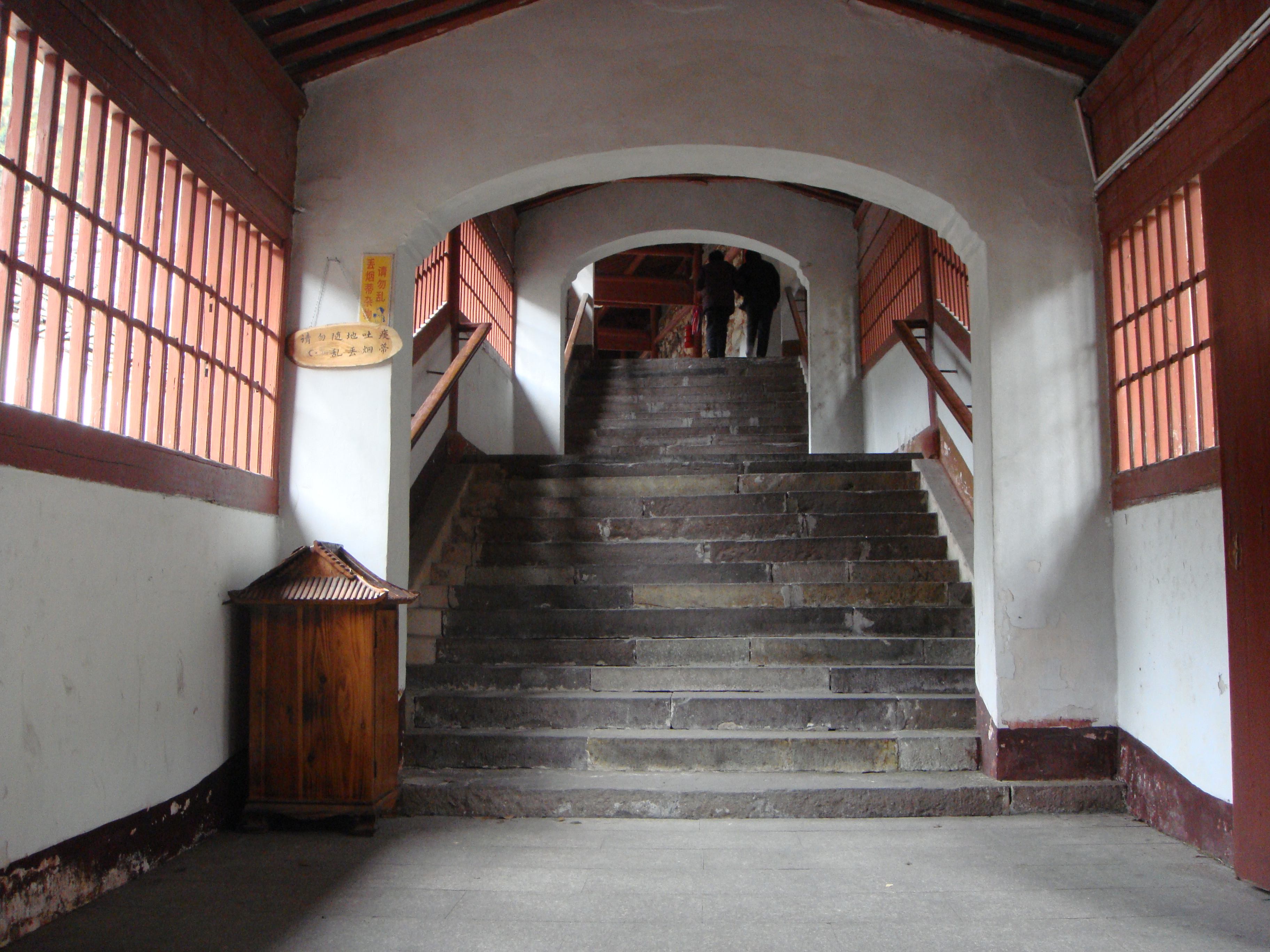
Jeden z bocznych korytarzy
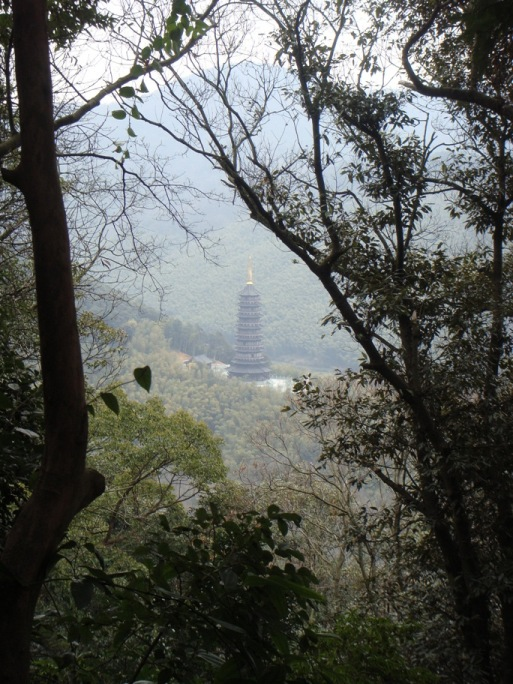
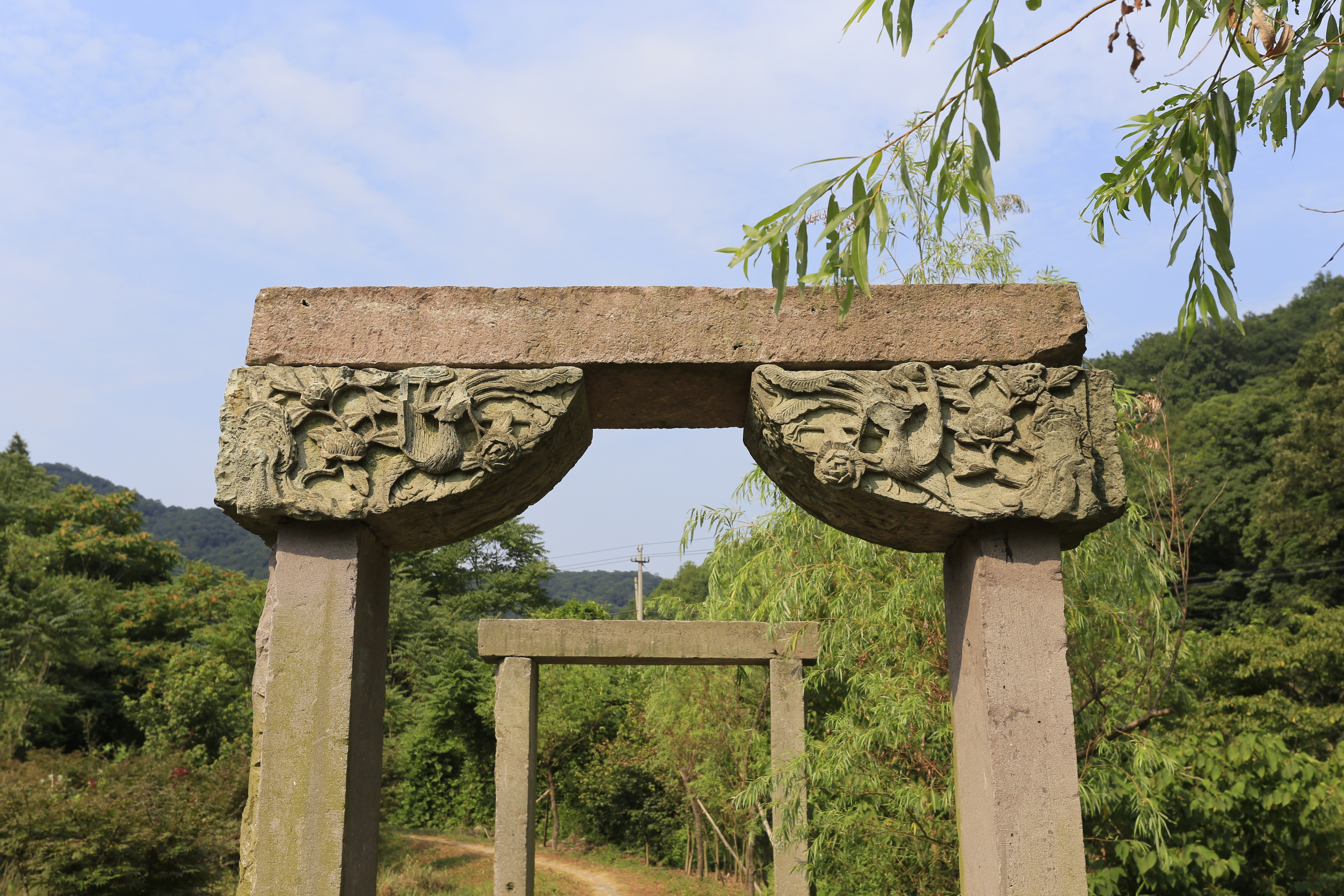
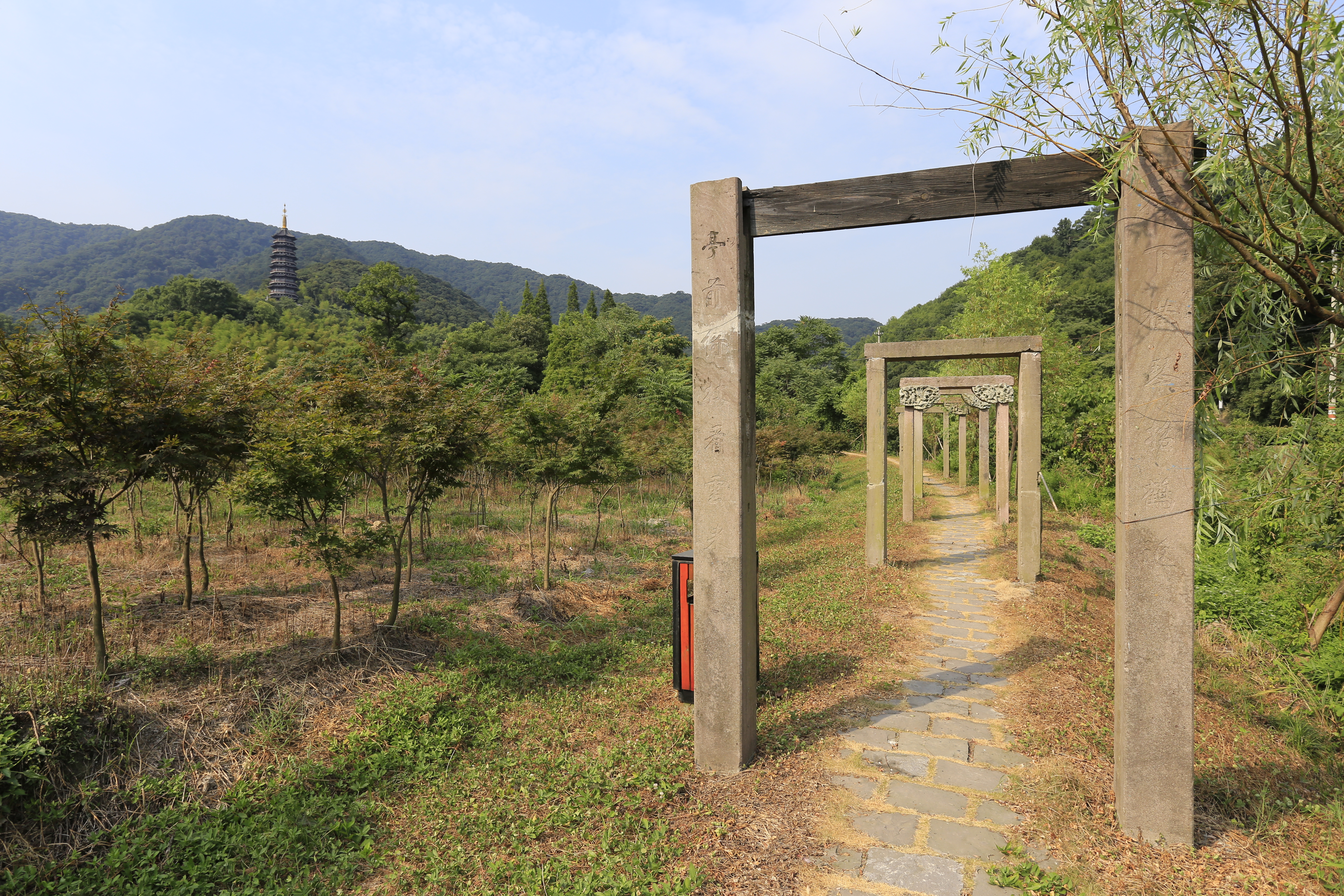
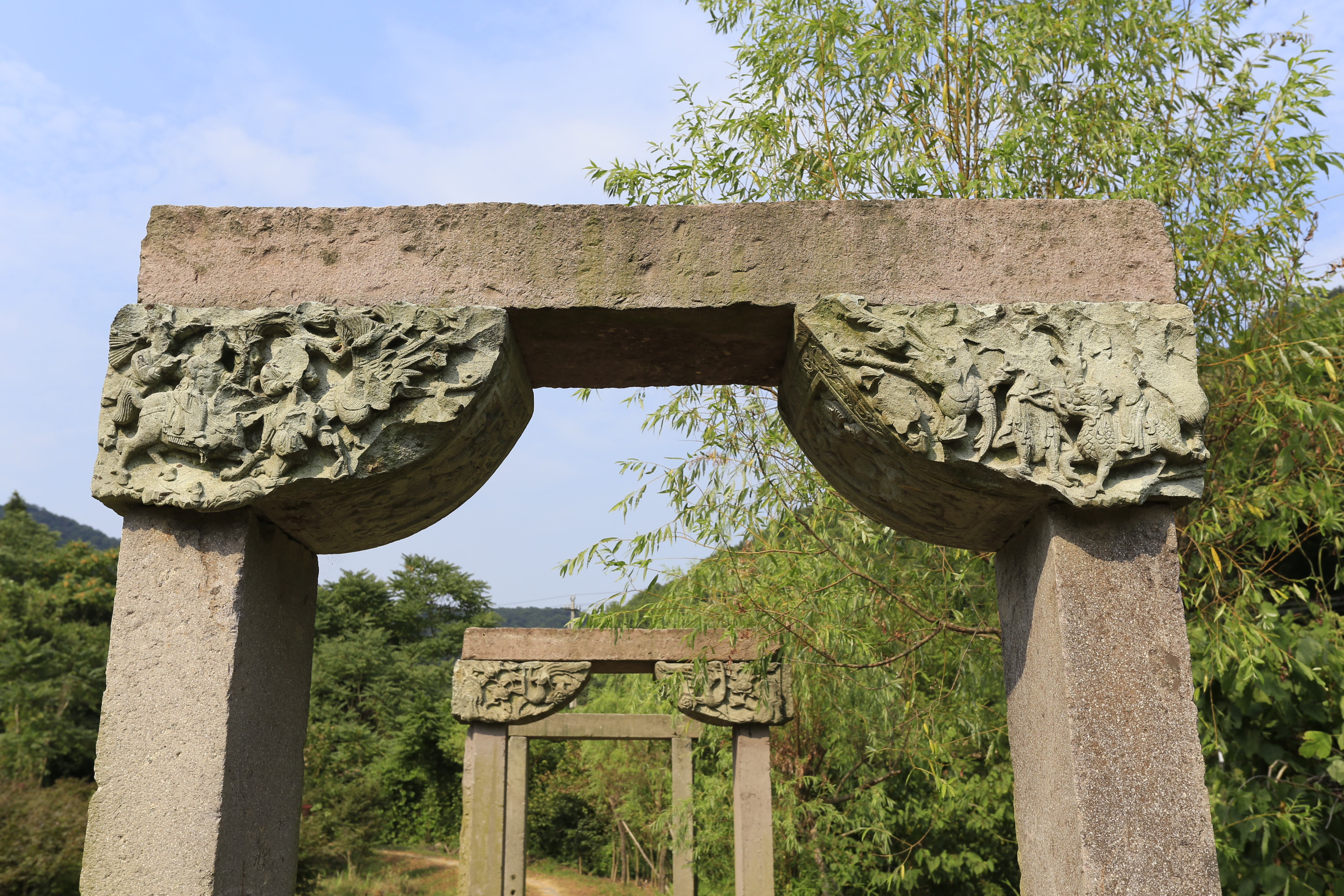
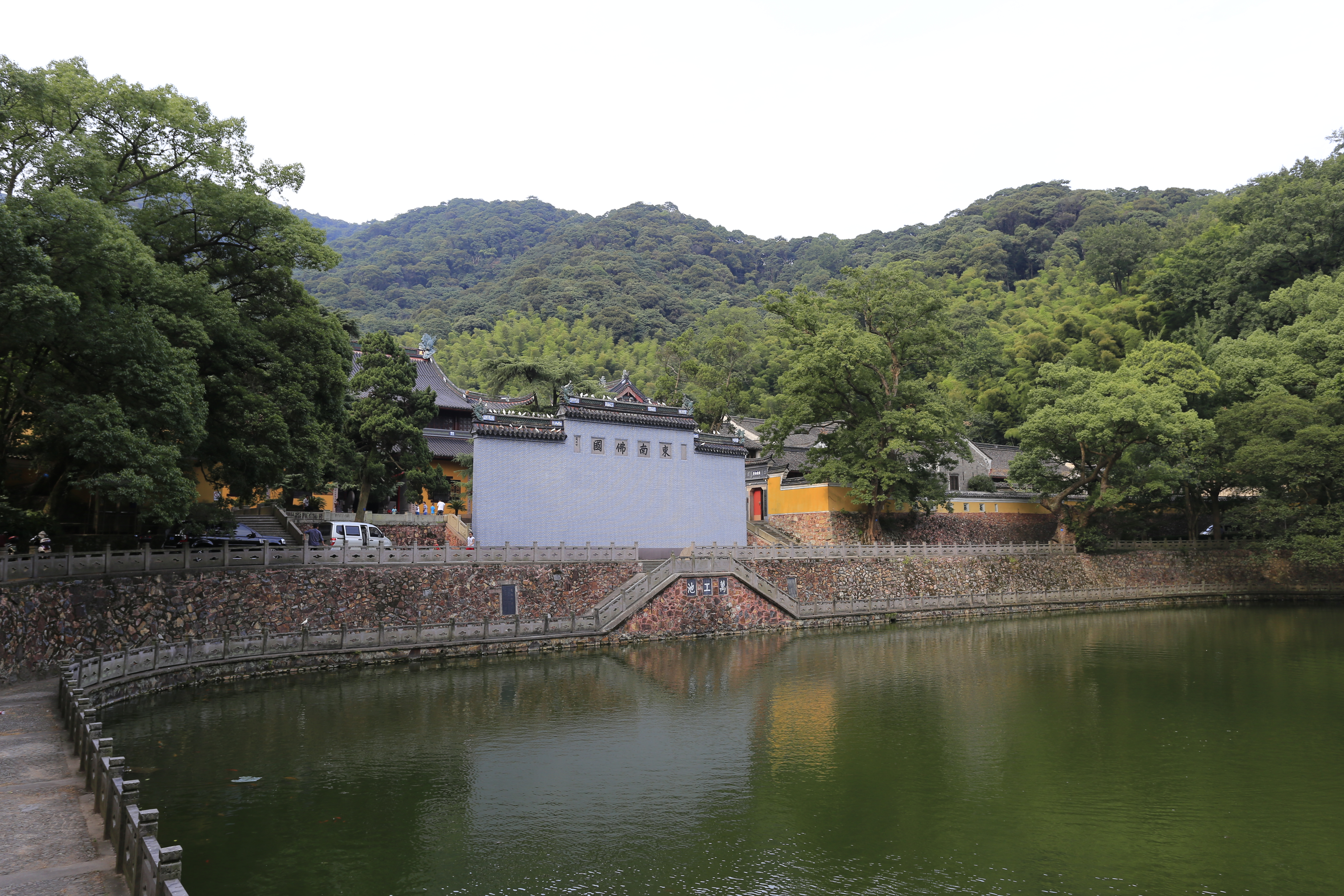
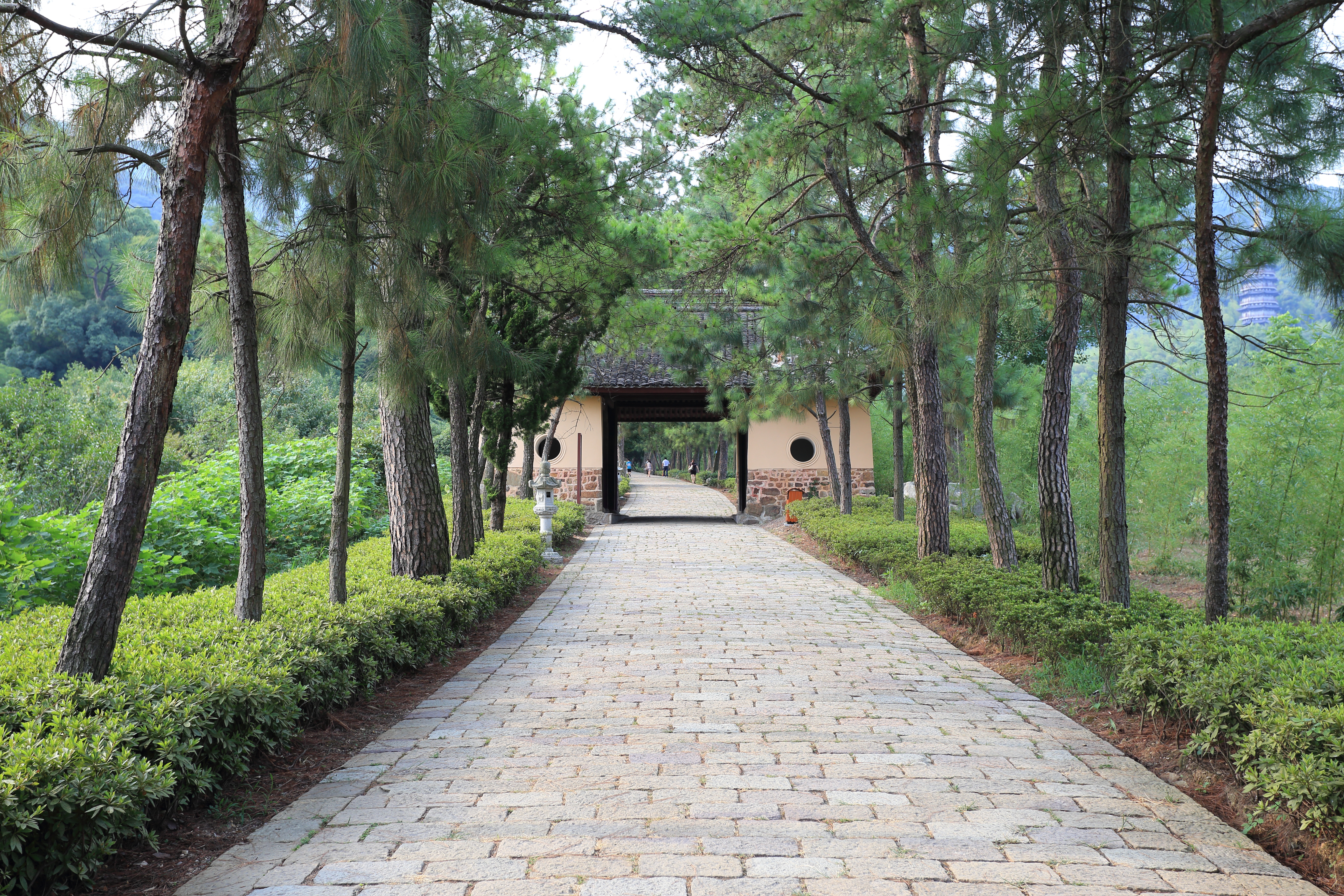